# موج الدراجي
موج الدراجي (6 يونيو 1993) مُتسلقة جبال عراقية، ومُهندسة معمارية. وأول امرأة عراقية تتسلق أعلى قمة جبلية في إقليم كردستان، جبل هلكورد. تعمل حالياً على تحدي قمم الجبال السبعة، وتظهر بشكل مُتكرر في وسائل الإعلام العربية لمناقشة حقوق المرأة.

## حياتها

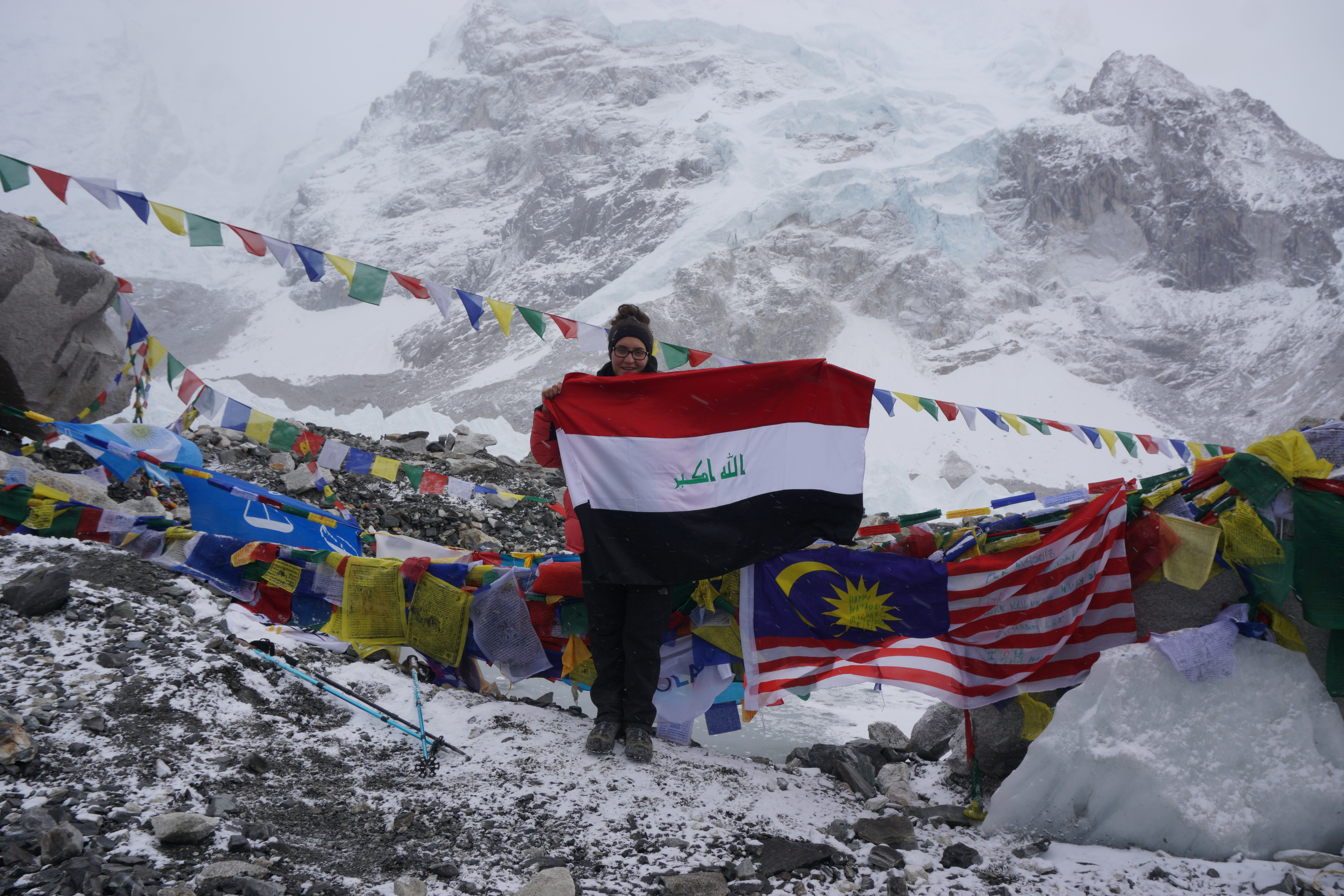
صورة من معسكر قاعدة إيفرست.

وُلدت موج الدراجي في بغداد، وعاشت هناك حتى بلغت العاشرة من عمرها. ثم في عام 2003 انتقلت مع عائلتها إلى الإمارات العربية المتحدة، وذلك بسبب الخوف من تزايد حالات الاختطاف في بغداد عقب غزو العراق.

## وصلات خارجية
- لقاء موج الدراجي في برنامج خاص جدا على قناة إم بي سي.